# مونتفرلاند
مونتفرلاند (به هلندی: Montferland) یک شهرستان در هلند است که در خلدرلاند واقع شده‌است. مونتفرلاند ۱۳ متر بالاتر از سطح دریا واقع شده‌است.

## نگارخانه

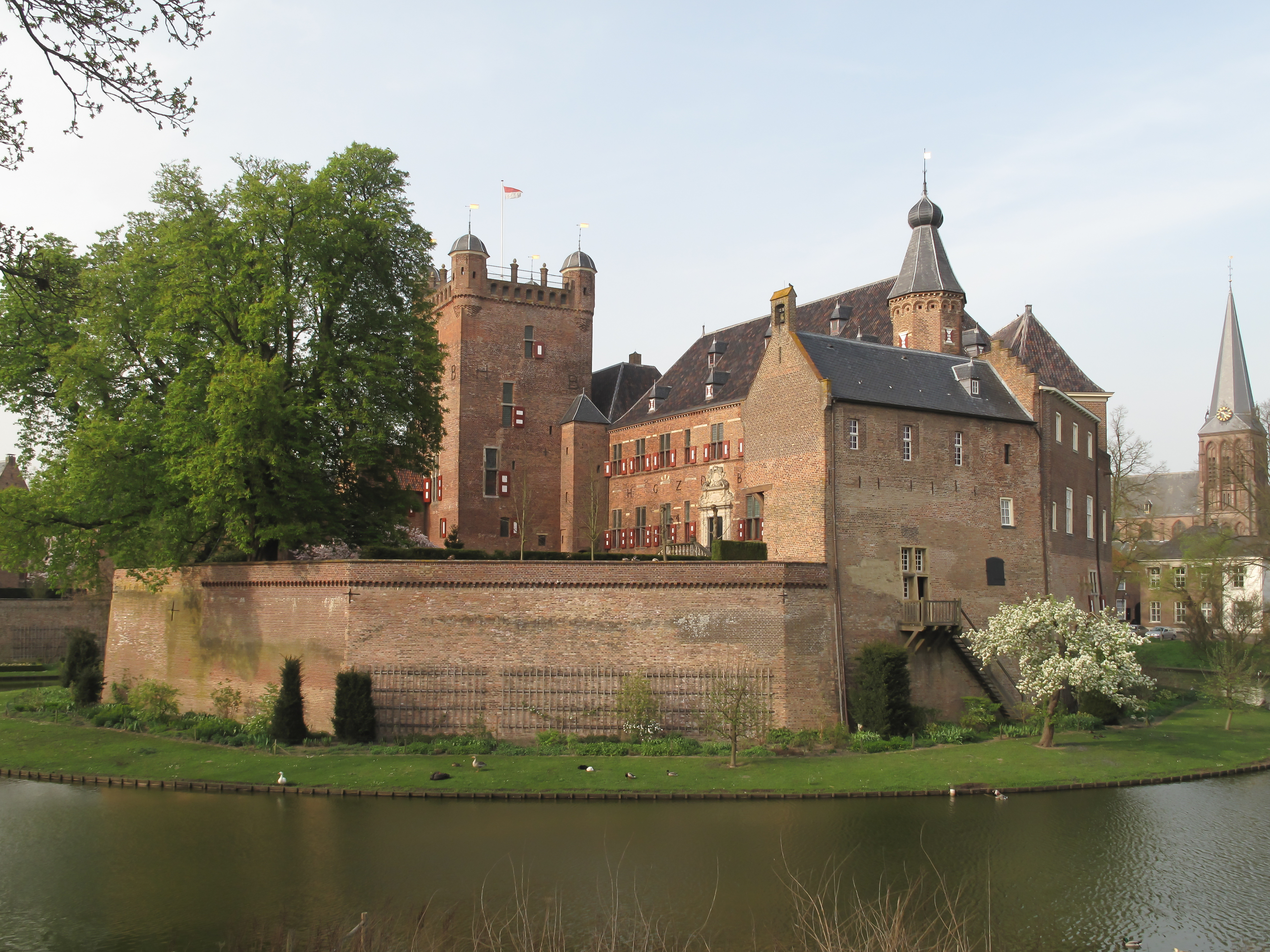
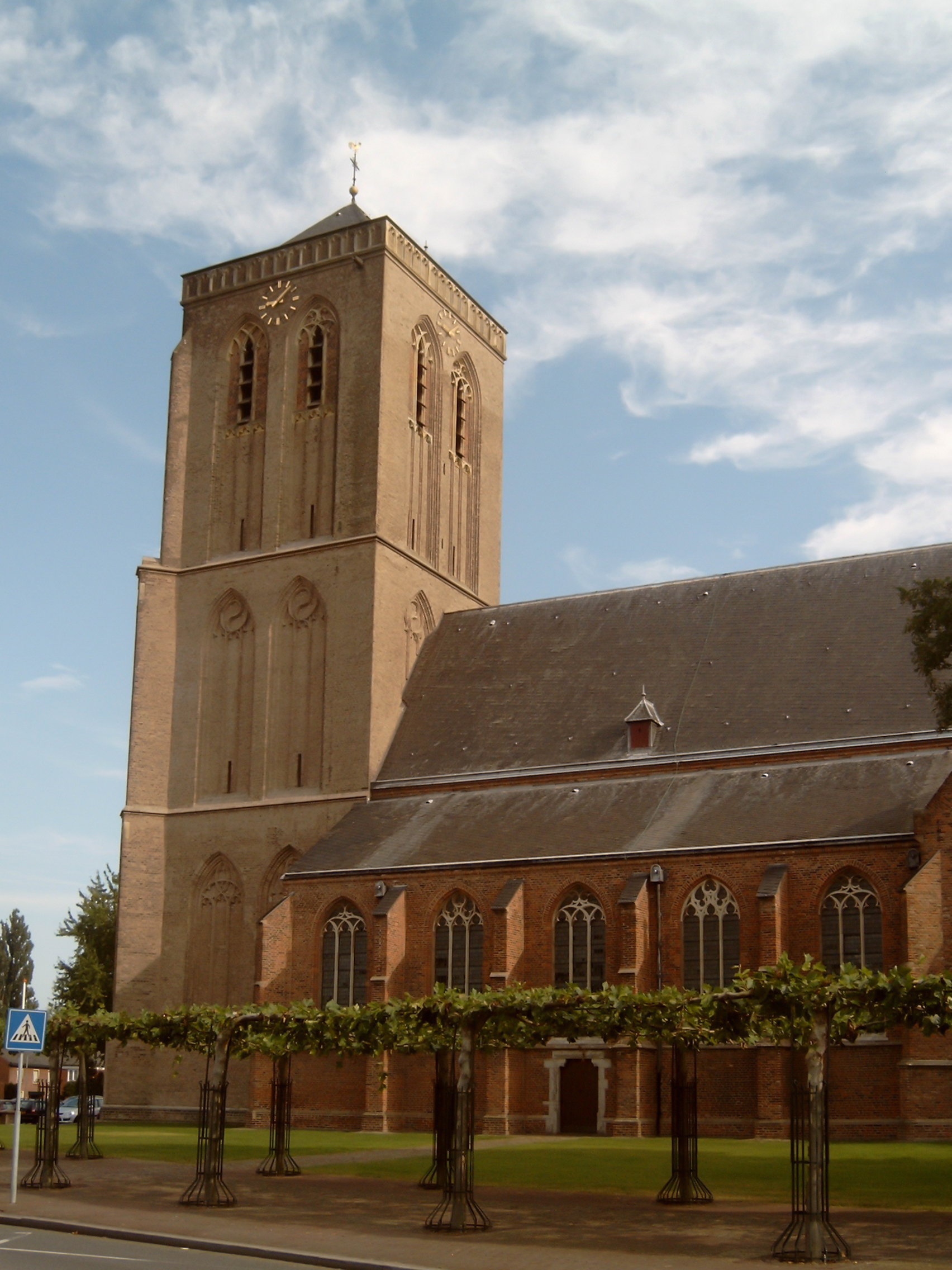
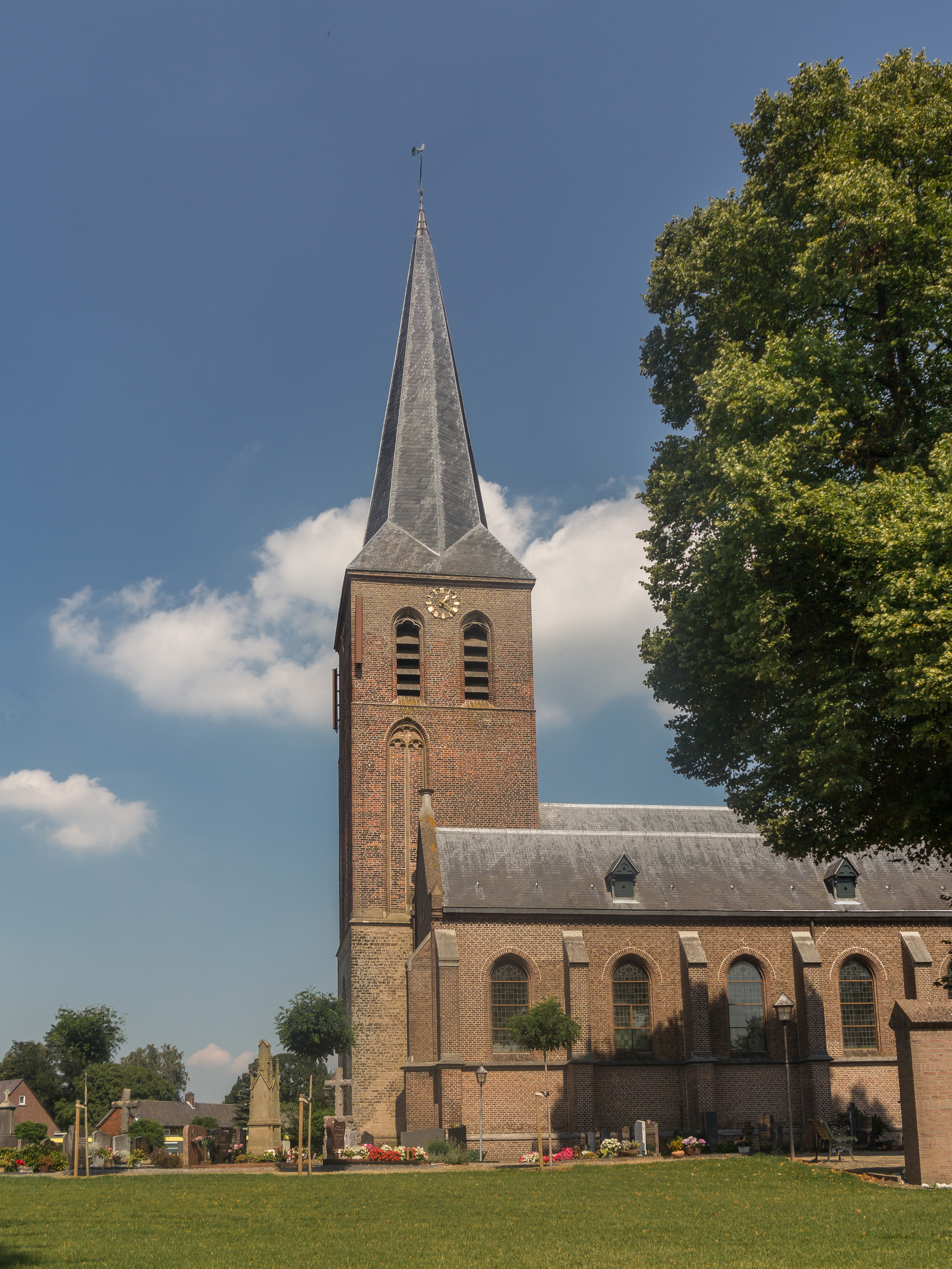
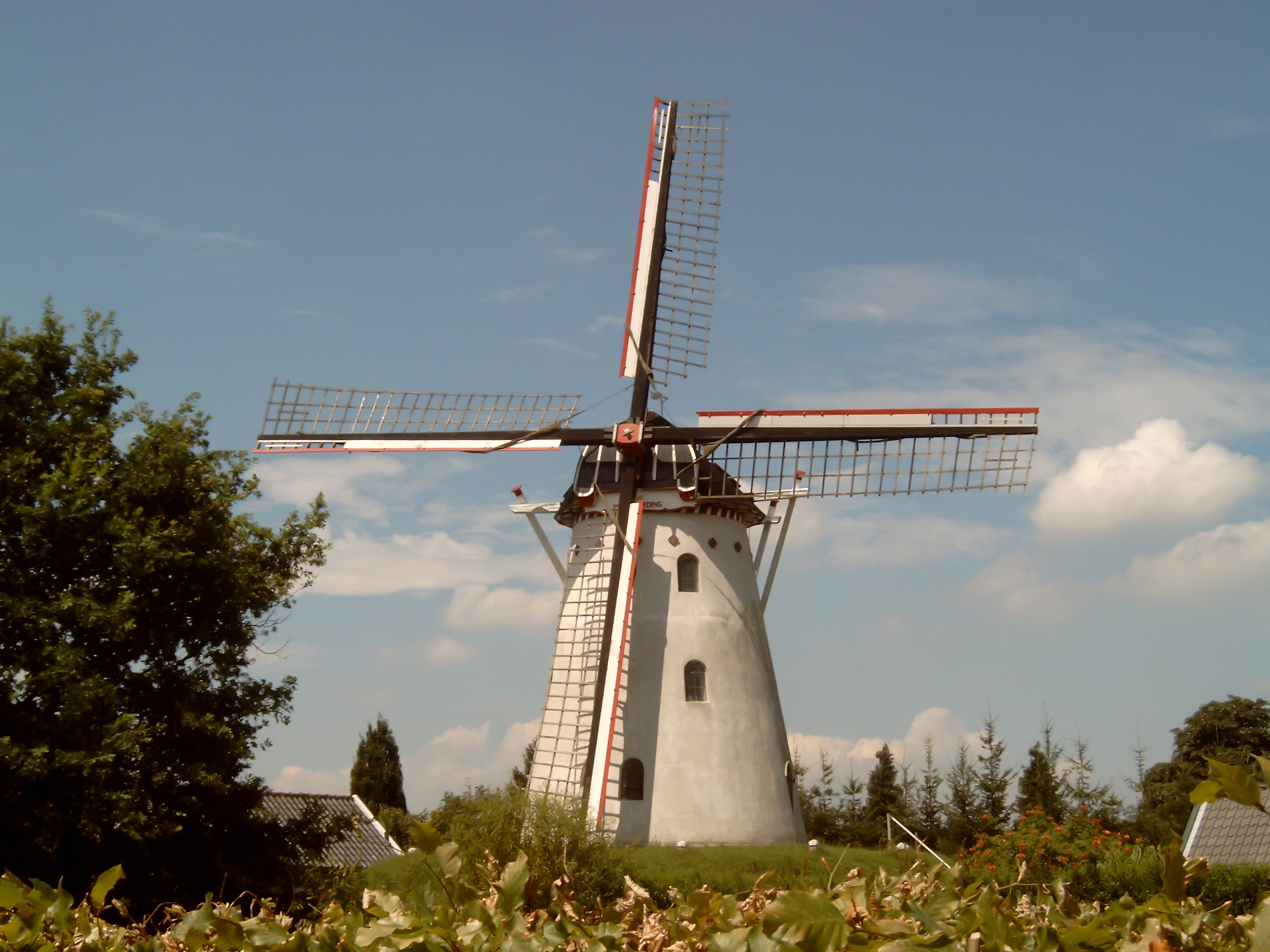
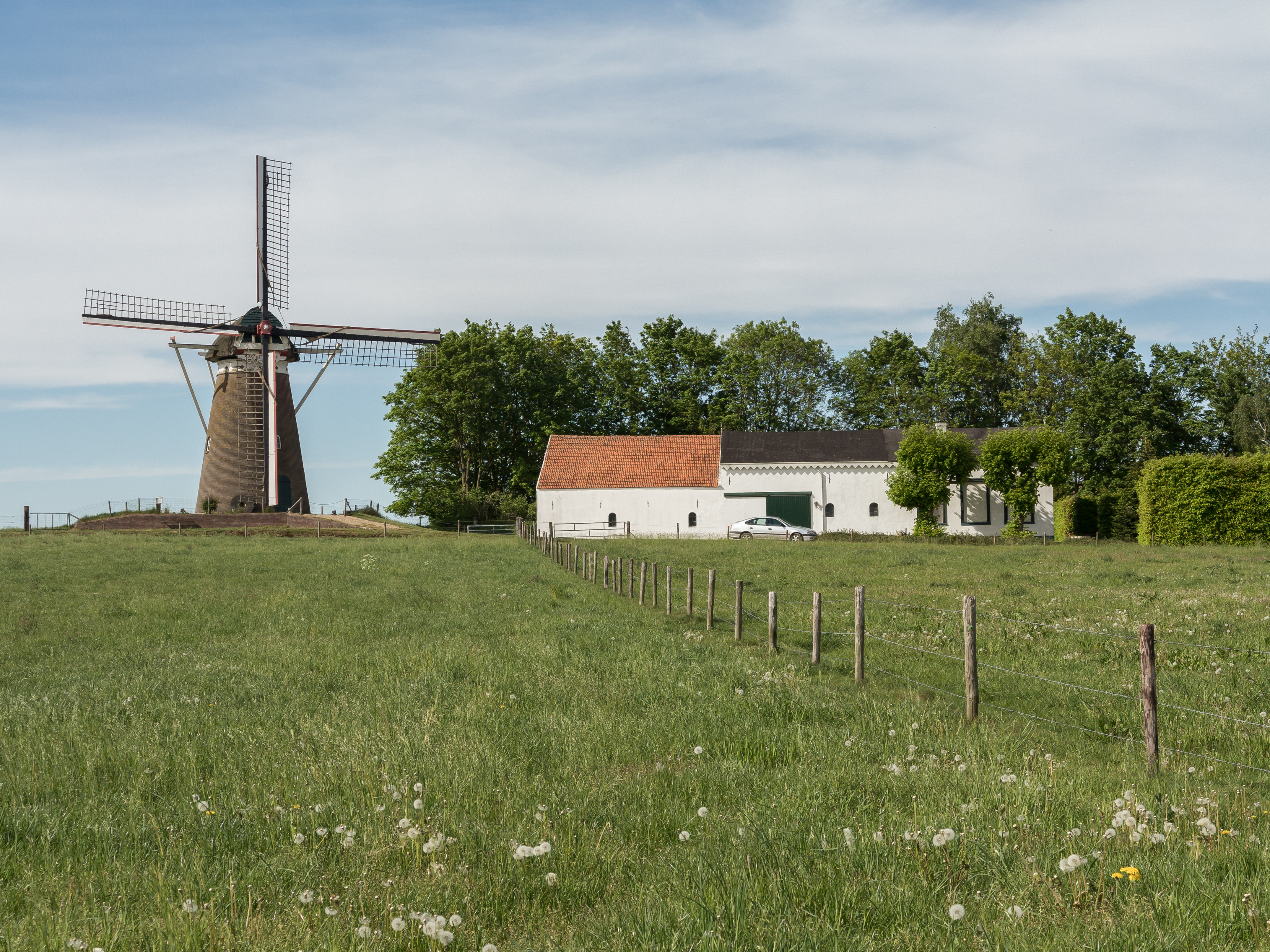
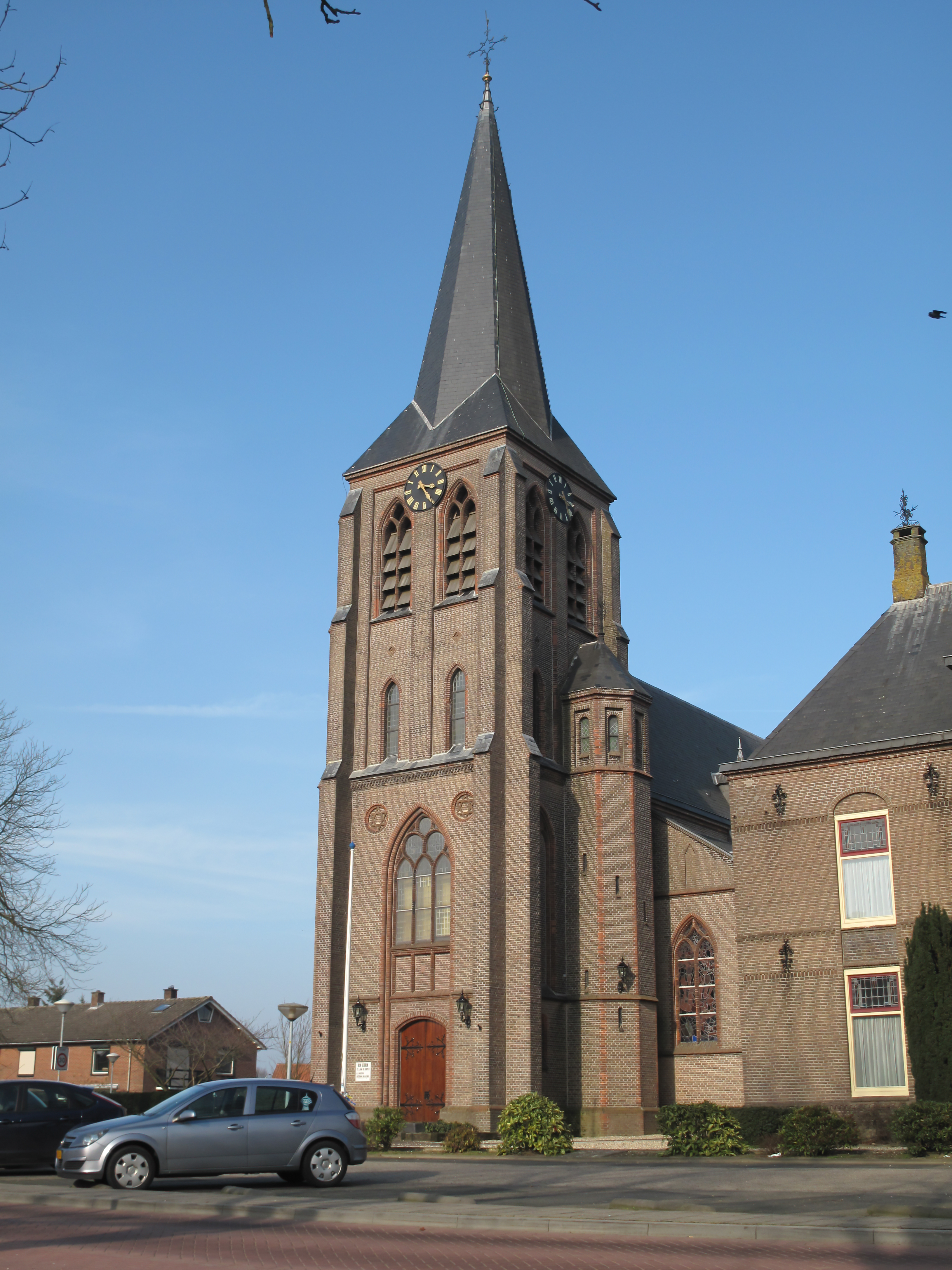